# ドレスデン級小型巡洋艦
ドレスデン級小型巡洋艦（ドレスデンきゅう こがたじゅんようかん　Kleiner Kreuzer der Dresden-Klasse）はドイツ帝国海軍が第一次世界大戦前に建造した防護巡洋艦の艦級である。

## 沿革

### ドレスデン
- 1908年11月14日　　竣工
- 1914年10月12日　　装甲巡洋艦「シャルンホルスト」などと合流する。その後コロネル沖海戦、フォークランド沖海戦に参加する。（フォークランド沖海戦では逃走に成功）
- 1915年3月14日　　チリ、ファン・フェルナンデス諸島でイギリス海軍の巡洋艦に捕捉され、自沈する。

### エムデン
- 1909年7月10日　  竣工
- 第一次世界大戦中　　インド洋で通商破壊を行う
- 1914年3月14日　  オーストラリア軽巡洋艦「シドニー」と交戦し、ココス諸島ノースキーリング島に座礁、破壊される

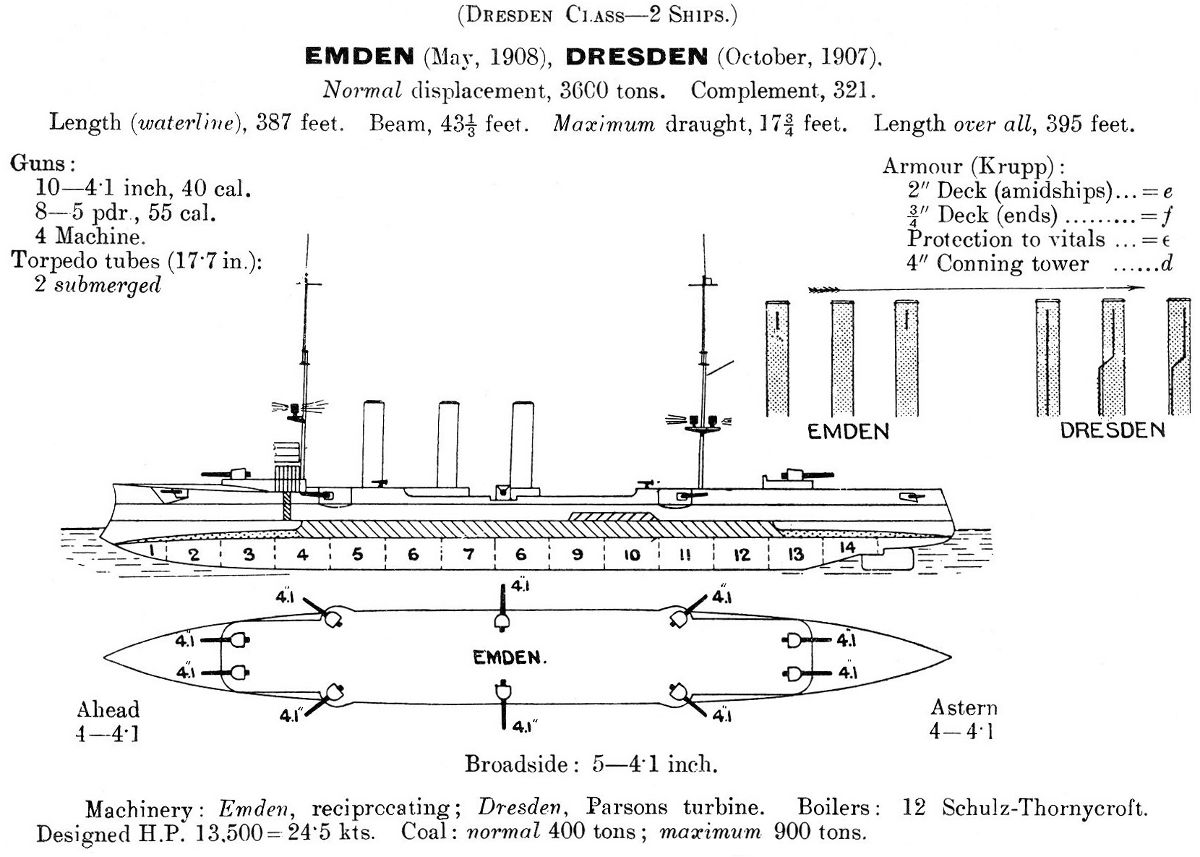
本級の武装と装甲の配置を示した図。

## 参考図書
- 「世界の艦船増刊　ドイツ巡洋艦史」(海人社)